# Свеучилиште Јосипа Јураја Штросмајера у Осијеку
Свеучилиште Јосипа Јураја Штросмајера у Осијеку (хрв. Sveučilište Josipa Jurja Strossmayera u Osijeku), познато као Свеучилиште у Осијеку, је државни универзитет у Осијеку. Основан 1975. године, водећа је високошколска установа у Славонији и један од највећих и најстаријих универзитета у Хрватској. Члан је Европске асоцијације универзитета.

## Галерија
- Филозофски факултет
- Грађевински факултет
- Грађевински факултет
- Пољопривредни факултет
- Економски факултет